# Víctor Morales (football)
Pour les articles homonymes, voir Morales.
Víctor Morales Salas, né le 10 mai 1905 et mort le 22 mai 1938, est un footballeur international chilien, défenseur.

## Biographie
Il joue durant sa carrière de club dans l'équipe chilienne de Colo Colo. 
En équipe nationale avec le Chili, il est surtout connu pour avoir représenté son pays aux Jeux olympiques 1928.
Il participe ensuite à la Coupe du monde 1930 en Uruguay, sélectionné avec 18 autres joueurs par l'entraîneur hongrois György Orth.
Le Chili est dans le groupe A, avec la France, l'Argentine et le Mexique. Ils finissent 2e du groupe derrière l'Argentine, mais cela ne suffit pas à les qualifier pour les demi-finales.